# Cercosaura eigenmanni
Cercosaura eigenmanni là một loài thằn lằn trong họ Gymnophthalmidae. Loài này được Griffin mô tả khoa học đầu tiên năm 1917.